# Municipio de Delanco
El municipio de Delanco (en inglés: Delanco Township) es un municipio ubicado en el condado de Burlington en el estado estadounidense de Nueva Jersey. En el año 2010 tenía una población de 486,7 habitantes y una densidad poblacional de 7,12 personas por km².

## Geografía
El municipio de Delanco se encuentra ubicado en las coordenadas 40°3′3″N 74°57′5″O / 40.05083, -74.95139.

## Demografía
Según la Oficina del Censo en 2000 los ingresos medios por hogar en el municipio eran de $50,106 y los ingresos medios por familia eran $56,985. Los hombres tenían unos ingresos medios de $40,727 frente a los $28,144 para las mujeres. La renta per cápita para la localidad era de $21,096. Alrededor del 9.5% de la población estaba por debajo del umbral de pobreza.